# Jean Gabin
Jean Gabin, właśc. Jean-Alexis Gabin Moncorgé (ur. 17 maja 1904 w Paryżu, zm. 15 listopada 1976 w Neuilly-sur-Seine) – francuski aktor filmowy i teatralny.

## Życiorys
Urodził się w rodzinie z tradycjami aktorskimi i – pomimo początkowej niechęci – jako nastolatek rozpoczął statystowanie w sztukach teatralnych. Karierę rozpoczął na scenie Folies Bergère, a od początku lat trzydziestych zaczął pojawiać się na ekranie filmowym. Pierwsze filmy, w których występował Jean Gabin, ostro malowały czarne strony życia, wskazując na nie jako na przyczyny postępowania ludzi, nie zawsze złych z natury, choć często przywodzonych do zła przez biedę i przeciwności losu. Podobieństwo ról w filmach tzw. realizmu poetyckiego stworzyło złączoną z Gabinem postać fatalistycznego, cichego antybohatera, człowieka osamotnionego i zdeklasowanego, choć mocnego.
Przed wojną wystąpił w dwóch znaczących francuskich filmach: Towarzyszach broni (film znany na Zachodzie jako Wielkie złudzenia – La Grande Illusion) oraz w Ludziach za mgłą.
2 września 1939 został wcielony do francuskiej marynarki wojennej i brał udział w walkach. Po klęsce Francji wyjechał do Hollywood, gdzie przebywał krótko i nie odegrał znaczącej roli. Po zagraniu w dwóch filmach zgłosił się w 1943 na ochotnika do oddziałów Wolnej Francji i brał udział w operacji normandzkiej. W wojsku pozostał do końca II wojny światowej.
Po wojnie wrócił do filmu. Grał sporo, ale przyjmował jedynie role w ambitnych filmach. Odrzucił propozycję zagrania roli Jo w filmie Cena strachu. Sądził bowiem, że jego fani mogą źle odebrać to, iż gra tchórza (rolę ostatecznie przyjął Charles Vanel). Tworzył wiele różnorodnych postaci, z których najpopularniejszą stał się inspektor Maigret (3 filmy). Pomimo że jego nazwisko było rozpoznawane na świecie, nie zdecydował się już więcej wystąpić w hollywoodzkich produkcjach. Uważany jest za jednego z największych aktorów francuskich.
Współpracował z największymi reżyserami francuskimi, m.in.: Julienem Duvivierem, Jeanem Renoirem i Marcelem Carné. Dwukrotnie zdobył Srebrnego Niedźwiedzia dla najlepszego aktora na MFF w Berlinie i dwukrotnie Puchar Volpiego dla najlepszego aktora na MFF w Wenecji. W 1953 został uhonorowany przez francuskie dziennikarki nagrodą Lemon Prize, jako najbardziej złośliwy francuski aktor. Za swoje zasługi został odznaczony Legią Honorową IV klasy. W 1976 przewodniczył pierwszej ceremonii wręczania francuskich nagród filmowych – Cezarów.
Był trzykrotnie żonaty: 1. Gaby Basset (1925–1930), 2. Suzanne Marguerite Jeanne Mauchain (1933–1939; rozwód), 3. Dominique Fournier (1949–1976; rozwód). Z trzecią żoną miał troje dzieci: Florence (ur. 1950), Valérie (ur. 1952) i Mathias (ur. 1956). Jego wieloletnią kochanką była Marlene Dietrich, która nazywała go „miłością swojego życia”. Jego pasją była hodowla rasowego bydła.
Zmarł na białaczkę w podparyskiej miejscowości Neuilly-sur-Seine. Jego ciało zostało skremowane i rozsypane z wojskowymi honorami do morza z okrętu „Détroyat”.
3 października 1998 Poczta Francuska wyemitowała znaczek pocztowy z jego wizerunkiem. Jego portret znalazł się również na znaczku pocztowym wyemitowanym przez Pocztę Niemiecką.

## Filmografia (wybór)

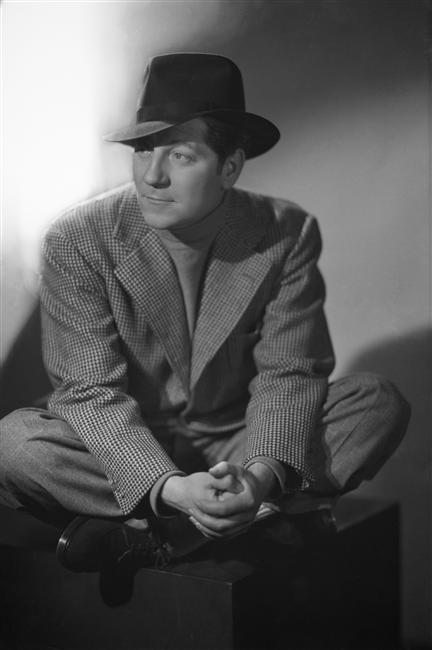
Jean Gabin, 1939

- Każdemu jego szansę (Chacun sa chance) (1930) – Marcel Grivot
- Nie warte miłości (Tout ça ne vaut pas l’amour) (1931) – Jean Cordier
- Paryski romans (Paris Béguin) (1931) – Bob, mały włamywacz
- Ryk tłumu (La foule hurle) (1932) – Joe Greer, kierowca wyścigowy
- Golgota (Golgotha) (1935) – Poncjusz Piłat
- Wielka wygrana (La Belle Équipe) (1936) – Jean dit Jeannot
- Towarzysze broni (La Grande Illusion) (1937) – porucznik Maréchal
- Ludzie za mgłą (Le Quai des brumes) (1938) – Jean, dezerter
- Brzask (Le jour se lève) (1939) – François
- S.O.S. (Remorques) (1941) – André Laurent, kapitan holownika
- Oszust (L’Imposteur) (1944) – Clement, skazany oraz Maurice Lafarge
- Martin Roumagnac (1946) – Martin Roumagnac
- Noc jest moim królestwem  (La nuit est mon royaume) (1951) – inżynier Raymond Pinsard
- Chwila prawdy (La Minute de vérité) (1952) – Pierre Richard
- Zdarzyło się w Paryżu (L’Air de Paris) (1954) – Victor Le Garrec, trener bokserski
- Francuski kankan (French Cancan) (1954) – Henri Danglard
- Nie dotykać łupu (Touchez pas au grisbi) (1954) – Max
- Zbrodnia i kara (Crime et Châtiment) (1956) – komisarz Gallet
- Czarny rynek w Paryżu (La Traversée de Paris) (1956) – Grandgil
- Nędznicy (Les Misérables) (1958) – Jean Valjean/Champmathieu
- Maigret zastawia pułapkę (Maigret tend un piège) (1958) – inspektor Jules Maigret
- Rekiny finansjery (Les Grandes Familles) (1958) – Noël Schoudler
- Na wypadek nieszczęścia (En cas de malheur) (1958) – adwokat Andre Gobillot
- Włóczęga (Archimède le clochard) (1959) – Joseph Hugues Guillaume
- Maigret i sprawa z Saint-Fiacre (Maigret et l’Affaire Saint-Fiacre) (1959) – inspektor Jules Maigret
- Maigret, Lognon i gangsterzy (Maigret voit rouge) (1963) – inspektor Jules Maigret
- Skok na kasyno (Mélodie en sous-sol) (1963) – Charles
- Pan (Monsieur) (1964) – René Duchêne, bankier
- Człowiek z tatuażem (Le Tatoué) (1968) – hrabia Louis Marie de Montignac oraz Legrain, były legionista
- Klan Sycylijczyków (Le Clan des Siciliens) (1969) – Vittorio Manalese
- Narkotyk (1970) – August Monnoyeur
- Kot (Le Chat) (1971) – Julien Bouin
- Zabójca (Le Tueur) (1972) – komisarz Le Guen
- Dwaj ludzie z miasta (Deux Hommes dans la ville) (1973) – Germain Cazeneuve, wychowawca
- Werdykt (Verdict) (1974) – sędzia Leguen
- Rok święty (L’Année sainte) (1976) – Max Lambert

## Odznaczenia
- Oficer Legii Honorowej (Francja)
- Medal Wojskowy (Médaille militaire, Francja)
- Krzyż Wojenny 1939–1945 (Croix de Guerre, Francja)

## Nagrody
- Nagroda na MFF w Berlinie
  - Srebrny Niedźwiedź dla najlepszego aktora: 1959 Włóczęga (Archimède le clochard)
  - 1971 Kot (Le chat)